# Taylor Washburn
Taylor Washburn (ur. 3 lipca 1985 r.) – amerykański wioślarz.

## Osiągnięcia
- Mistrzostwa Świata – Poznań 2009 – czwórka bez sternika wagi lekkiej – 12. miejsce[1].